# Palavas-les-Flots
Palavas-les-Flots – miejscowość i gmina we Francji, w regionie Oksytania, w departamencie Hérault.
Według danych na rok 1990 gminę zamieszkiwało 4748 osób, a gęstość zaludnienia wynosiła 1995 osób/km² (wśród 1545 gmin Langwedocji-Roussillon Palavas-les-Flots plasuje się na 68. miejscu pod względem liczby ludności, natomiast pod względem powierzchni na miejscu 1102.).